# Wijken en buurten in Twenterand
De Nederlandse gemeente Twenterand is voor statistische doeleinden onderverdeeld in wijken en buurten. De gemeente is verdeeld in de volgende statistische wijken:
- Wijk 00 Vriezenveen (kern) (CBS-wijkcode:170000)
- Wijk 01 Vriezenveen (buitengebied) (CBS-wijkcode:170001)
- Wijk 02 Westerhaar-Vriezenveensewijk (CBS-wijkcode:170002)
- Wijk 03 Kloosterhaar (CBS-wijkcode:170003)
- Wijk 04 Bruinehaar (CBS-wijkcode:170004)

Een statistische wijk kan bestaan uit meerdere buurten. Onderstaande tabel geeft de buurtindeling met kentallen volgens het Centraal Bureau voor de Statistiek (2008):
| CBS-buurtcode | Buurtnaam                                           | Inwonertal | Opp. totaal (ha) | Opp. land (ha) | Ligging                |
| ------------- | --------------------------------------------------- | ---------- | ---------------- | -------------- | ---------------------- |
| BU17000000    | Centrum-Vriezenveen                                 | 2400       | 149              | 146            | Locatie in de gemeente |
| BU17000001    | Midden                                              | 680        | 57               | 57             | Locatie in de gemeente |
| BU17000002    | Oosteinde en Slot                                   | 1070       | 211              | 211            | Locatie in de gemeente |
| BU17000003    | Westeinde                                           | 1060       | 63               | 63             | Locatie in de gemeente |
| BU17000004    | West ten oosten Kanaal                              | 240        | 30               | 29             | Locatie in de gemeente |
| BU17000005    | West ten westen Kanaal                              | 900        | 297              | 285            | Locatie in de gemeente |
| BU17000006    | Westerweilanden-Elzenhoek                           | 2950       | 59               | 59             | Locatie in de gemeente |
| BU17000007    | Toekomstig bestemmingsplan Noord                    | 3060       | 73               | 72             | Locatie in de gemeente |
| BU17000008    | Industrieterrein Vriezenveen-West                   | 30         | 22               | 22             | Locatie in de gemeente |
| BU17000105    | Verspreide huizen De Westerhoeve                    | 160        | 201              | 195            | Locatie in de gemeente |
| BU17000106    | Verspreide huizen ten noorden van Vriezenveen       | 170        | 1014             | 1008           | Locatie in de gemeente |
| BU17000107    | Verspreide huizen De Pollen                         | 520        | 340              | 338            | Locatie in de gemeente |
| BU17000108    | Verspreide huizen Weitemanslanden                   | 90         | 259              | 259            | Locatie in de gemeente |
| BU17000109    | Verspreide huizen ten zuiden van Vriezenveen        | 120        | 800              | 794            | Locatie in de gemeente |
| BU17000200    | Vriezenveensewijk                                   | 1970       | 102              | 100            | Locatie in de gemeente |
| BU17000201    | Westerhaar-West                                     | 2160       | 98               | 98             | Locatie in de gemeente |
| BU17000202    | Westerhaar-Oost                                     | 220        | 75               | 61             | Locatie in de gemeente |
| BU17000208    | Verspreide huizen Westerhaar-Vriezenveensewijk-oost | 400        | 2230             | 2134           | Locatie in de gemeente |
| BU17000209    | Verspreide huizen Westerhaar-Vriezenveensewijk-west | 130        | 330              | 328            | Locatie in de gemeente |
| BU17000300    | Den Ham                                             | 1650       | 153              | 152            | Locatie in de gemeente |
| BU17000301    | 't Sumpel                                           | 460        | 26               | 26             | Locatie in de gemeente |
| BU17000302    | Broekmaten                                          | 1770       | 38               | 38             | Locatie in de gemeente |
| BU17000307    | Buurtschap Meer                                     | 500        | 744              | 737            | Locatie in de gemeente |
| BU17000308    | Buurtschap Magele                                   | 1020       | 1027             | 1027           | Locatie in de gemeente |
| BU17000309    | Buurtschap Linde                                    | 440        | 721              | 711            | Locatie in de gemeente |
| BU17000400    | Vroomshoop-Oost                                     | 2260       | 175              | 168            | Locatie in de gemeente |
| BU17000401    | Geerdijk-West                                       | 230        | 235              | 235            | Locatie in de gemeente |
| BU17000402    | Geerdijk-Oost                                       | 370        | 74               | 71             | Locatie in de gemeente |
| BU17000403    | Vroomshoop-West                                     | 3070       | 192              | 188            | Locatie in de gemeente |
| BU17000404    | Beter Wonen                                         | 1740       | 47               | 47             | Locatie in de gemeente |
| BU17000405    | Nieuwoord                                           | 1300       | 161              | 161            | Locatie in de gemeente |
| BU17000406    | Industrieterrein                                    | 130        | 67               | 65             | Locatie in de gemeente |
| BU17000409    | Verspreide huizen Vroomshoop-Oost                   | 200        | 747              | 745            | Locatie in de gemeente |